# Margarete Jonas
Margarete Jonas (* 13. Juni 1898 in Wien; † 7. August 1976 ebenda; geborene Towarek) war die Gattin des österreichischen Politikers Franz Jonas (1899–1974) und während dessen Amtszeit als Bundespräsident von 1965 bis 1974 die österreichische First Lady.

## Werdegang
Towarek hatte den damals als Korrektor arbeitenden Franz Jonas 1922 geheiratet. Die Ehe blieb kinderlos.
Bestattet ist sie an der Seite ihres Ehemannes in der Präsidentengruft auf dem Wiener Zentralfriedhof. 